# Cornelius Völker

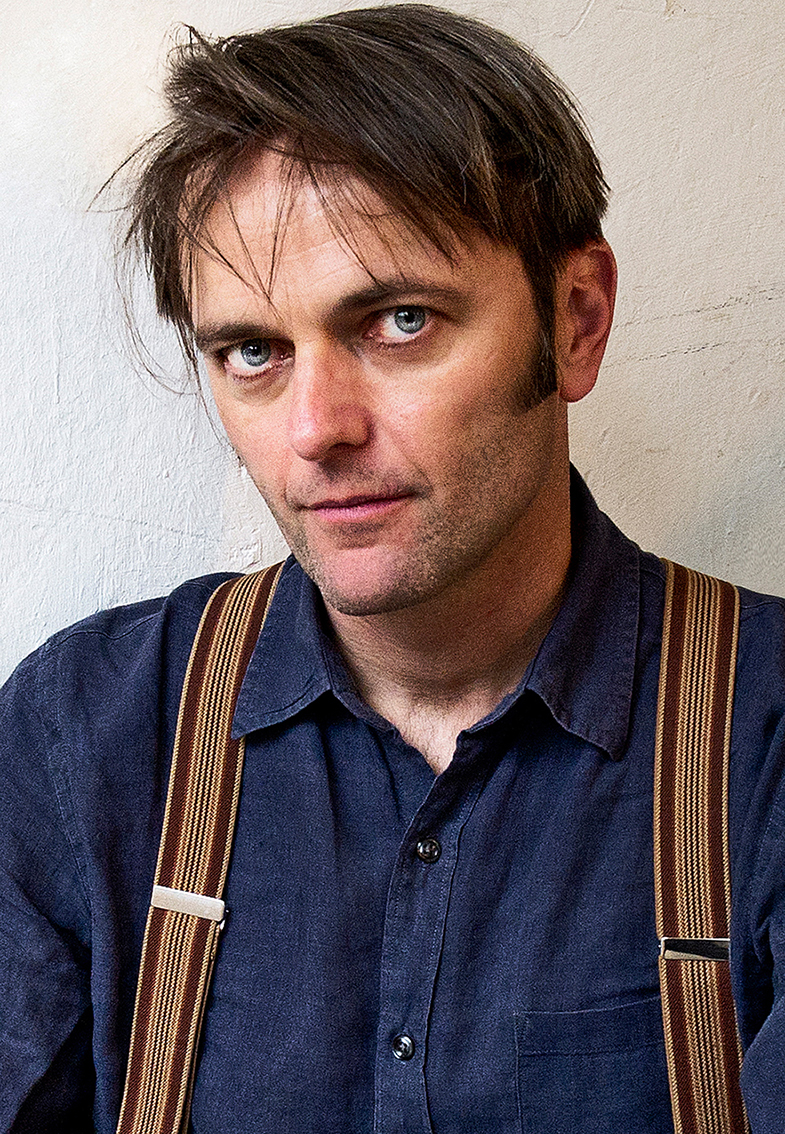
Cornelius Völker, 2011

Cornelius Völker (* 1965 in Kronach) ist ein deutscher Maler.

## Leben
Cornelius Völker studierte von 1989 bis 1995 an der Kunstakademie Düsseldorf bei A. R. Penck und Dieter Krieg, bei Krieg war er 1994 Meisterschüler. In den Jahren 1993 bis 1995 verfasste er das Buch, führte Regie und produzierte den Spielfilm Die Hermannsschlacht (zusammen mit Christian Deckert, Hartmut Kiesel, Christoph Köster und Stefan Mischer), der in zahlreichen deutschen Programm-Kinos und bei Filmfestivals aufgeführt wurde.
Völker lebt und arbeitet als freischaffender Künstler in Düsseldorf. Seit 2005 ist er Professor für Malerei an der Kunstakademie Münster. Völker ist Mitglied der Nordrhein-Westfälischen Akademie der Wissenschaften und der Künste.

## Werk
Ein besonderes Kennzeichen von Völkers Malerei sind die alltäglichen Dinge des Lebens, die er mit oftmals dickem Farbauftrag auf die Leinwand bringt mit Objekten wie Handtaschen, Händen, Butterbroten, Schokoladentafeln, Feinrippunterwäsche, Teebeuteln, einem Zippo-Feuerzeug, Hunden, aber auch Schwimmern in unterschiedlichsten Posen. Bewusst wird die Banalität der Motive dabei gegen eine virtuose Malerei gesetzt. Inhalt und Form entsprechen einander, der pastose Auftrag der Ölfarbe versinnbildlicht durch Verwischen, Schlierenbildung und Farbverläufe ebendiese Bewegung.

## Preise und Stipendien
- 1991–1992: Paris-Stipendium Cité Internationale des Arts Paris
- 1996–1998: Graduiertenstipendium des Landes Nordrhein-Westfalen
- 1996: Cinarchea, Special Award of the Jury, Kiel
- 1997: Max-Ernst-Stipendium der Stadt Brühl; Förderpreis für Bildende Kunst der Stadt Düsseldorf
- 1998: Arbeitsstipendium der Stiftung Kunst und Kultur des Landes Nordrhein-Westfalen
- 1999: Bergischer Kunstpreis, Museum Baden, Solingen
- 2004: Lingener Kunstpreis

## Einzelausstellungen (Auswahl)
- 1997:	Cornelius Völker, Städtische Galerie am Schloß, Brühl
- 2000: Cornelius Völker, Kunstmuseum Kastrupgard-Sammlungen, Kopenhagen, Dänemark
- 2000: Beine, Kunstverein Leipzig
- 2000: Cornelius Völker, Kunstverein Freiburg
- 2001: Malerei, Museum Baden, Solingen (Kat.)
- 2001: Hülle, Museum Katharinenhof, Kranenburg
- 2002: Malerei, Edwin Scharff Museum, Neu-Ulm
- 2003: Hunde, Museum Morsbroich, Leverkusen
- 2004: Kunstpreis 2004: Cornelius Völker, Kunsthalle Lingen
- 2004: Badewannen, Kunstverein Bochum
- 2006: Cornelius Völker, Forum Kunst Rottweil
- 2009: Cornelius Völker, Kunsthalle Göppingen
- 2010: Cornelius Völker, Kunst aus NRW, Aachen
- 2011: Malerei, Fotografie, Zeichnung 1990-2010, Mönchehaus Museum Goslar
- 2011: Malerei, Wilhelm-Hack-Museum, Ludwigshafen
- 2011: Cornelius Völker, 1990–2010, Museum Villa Stuck, München
- 2012: Cornelius Völker, Von der Heydt Kunsthalle, Wuppertal
- 2014: High Power Mark II, Kunstmuseum Celle
- 2014: Just the way it is, Esbjerg Kunstmuseum, Esbjerg, Dänemark
- 2015: Kronkorken, Sprotten und eine Schachtel Aspirin, Kunsthalle Emden
- 2016: About Painting, Kunsthalle Münster
- 2019: Nur auf dem Papier, Nordrhein-Westfälische Akademie der Wissenschaften und der Künste, Düsseldorf
- 2021: Verflüchtigungen, Overbeck-Gesellschaft, Lübeck
- 2021: Cornelius Völker Nachtschatten, Neue Galerie Gladbeck

## Gruppenausstellungen (Auswahl)
- 2000: One of those days, Mannheimer Kunstverein
- 2003: Passion–The Rokkedal Collection, Museum Sophienholm, Kopenhagen, Dänemark
- 2005: Zur Kasse, bitte!, Ludwig Forum für Internationale Kunst, Aachen
- 2005: Kinderszenen – Child´s play, XII. Rohkunstbau, Schloss Groß Leuthen, Spreewald
- 2005: About Painting, The Tang Teaching Museum and Art Gallery, Saragota Springs, USA
- 2006: Figuracion allemana actual, MACUF Museo de Arte Contemporaneo Union Fenosa, La Coruna, Spanien
- 2006: Malerei der Gegenwart, Hypo-Kunsthalle, München
- 2007: Frisch gestrichen, Museum Franz Gertsch, Burgdorf, Schweiz
- 2007: Zurück zur Figur–Malerei der Gegenwart, Kunsthaus Wien, Österreich
- 2007: Baby Body, Kunsthalle Darmstadt, Darmstadt
- 2007: Die Kunst zu Sammeln, Museum Kunstpalast, Düsseldorf
- 2007: Leve de Schilderkunst! Terug naar de figuur, Kunsthalle Rotterdam, Rotterdam, Niederlande
- 2010: Echo: Michael Kvium–Cornelius Völker, Esbjerg-Kunstmuseum, Esbjerg, Dänemark
- 2011: Ojenabner, Fyns Kunstmuseum, Odense, Dänemark
- 2011: Litos Grafera, Stavanger Kunstmuseum, Stavanger, Norwegen
- 2012: Private Art Collectors–Director’s Choice, Kunsthalle Münster
- 2012: Wonders–Masterpieces from Private Collections in Denmark, Kunsten Museum of Modern Art, Aalborg, Dänemark
- 2013: Give me five! Neuerwerbungen der Graphischen Sammlung, Städel-Museum, Frankfurt am Main
- 2014: Von 1900 bis heute, Von der Heydt-Museum, Wuppertal
- 2015: Reife Früchte–junges Gemüse, Stillleben im Dialog, Kurpfälzisches Museum, Heidelberg
- 2015: Tiere schauen–Looking at Animnals Looking at us, Hegenbarth Sammlung, Berlin
- 2015: Die Beiläufigkeit der Dinge, Overbeck-Gesellschaft, Lübeck
- 2016: Vor/Nach-Bild oder: wie wollte ich werden als ich jung war?, Morat Institut für Kunst- und Kunstwissenschaft, Freiburg
- 2016: Lasst Blumen sprechen! Blumen und künstliche Natur seit 1960, Stiftung Museum Schloss Moyland, Bedburg-Hau
- 2016: Experience 21 Plan, ESMoA Museum, El Segundo, USA
- 2017: Luther und die Avantgarde, Zeitgenössische Kunst in Wittenberg, Berlin und Kassel
- 2017: Tierisch Beste Freunde. Über Haustiere und Ihre Menschen, Deutsches Hygiene-Museum, Dresden
- 2019: What is Love? Nähe, Begehren und Beziehungen, Kallmann Museum, Ismaning

## Werkdokumentation (Auswahl)
- Cornelius Völker. Hrsg. von Kunstverein Greven, Sies + Höke Galerie. Mit Texten von Doris Krystof, Hans-Jürgen Lechtreck. Kunstverein Greven, Sies + Höke Galerie, Düsseldorf, Richter Verlag, Düsseldorf, 1997, ISBN 3-932729-04-8.
- Cornelius Völker. Hrsg. von der Galerie Edition Copenhagen. Mit einem Text von Heinz-Norbert Jocks, Galerie Edition Copenhagen, Copenhagen, 1998, ISBN 3-932729-08-0.
- Cornelius Völker. Pulli. Hrsg. vom Kulturamt der Stadt Münster. Mit einem Text von Gail B. Kirkpatrick, Ausstellungsraum Münster, Münster, 2000, ISBN 3-935730-01-2.
- Cornelius Völker. Hrsg. von Kunstverein Freiburg, Kunstmuseum Kastrupgard, Museum Baden. Mit Texten von Raimar Stange, Martin Pesch, Stefan Lausch, Karin Moos, Kunstmuseum Kastrupgard, Copenhagen, 2000, Museum Baden, Solingen, 2001, ISBN 3-932729-11-0.
- Cornelius Völker. Hunde. Hrsg. von Gerhard Finckh, Helga Gutbrod. Mit Texten von Gerhard Finckh und Helga Gutbrod, Edwin Scharff Museum, Neu-Ulm, 2002, Museum Morsbroich, Leverkusen, 2003, Druckverlag Kettler, Bönen/Westfalen, 2002.
- Cornelius Völker. Malerei. Hrsg. von Lothar Schirmer. Mit Texten von Doris Krystof, Stephan Berg und Heinz-Norbert Jocks, Schirmer/Mosel-Verlag, München, 2004, ISBN 3-8296-0084-4.
- Cornelius Völker. Hrsg. von Heiner Schepers. Mit einem Text von Renate Puvogel, Kunsthalle Lingen, Buxus Verlag, Handrup, 2004, ISBN 3-9809217-2-7.
- Cornelius Völker. Meerschweinchen. Hrsg. von Bernd Finkeldei. Mit Texten von Bernd Finkeldey und Magdalena Kröner, Kunstverein/Kunsthalle Göppingen, Schirmer/Mosel-Verlag, München, 2009, ISBN 978-3-8296-0456-7.
- Cornelius Völker. Männer. Hrsg. von Maria Engels, Kunst aus NRW. Mit einem Text von Magdalena Kröner, Kunst aus NRW, Ehemalige Reichsabtei Kornelimünster, Aachen, 2010, Druckverlag Kettler, Bönen/Westfalen, 2010, ISBN 978-3-86206-007-8.
- Cornelius Völker. Malerei. Werke 1990-2010. Hrsg. von Michael Buhrs, Gerhard Finckh, Bettina Ruhrberg, Reinhard Spieler. Mit Texten von Stephan Berg, Michael Buhrs, Magdalena Kröner, Bettina Ruhrberg, Reinhard Spieler. Katalog zu den Ausstellungen im Museum Villa Stuck, München, 2011, Wilhelm-Hack-Museum, Ludwigshafen, 2011, Mönchehaus Museum Goslar, 2011, Von der Heydt-Museum (Kunsthalle Barmen), Wuppertal, 2012, Schirmer/Mosel-Verlag, München, 2011, ISBN 978-3-8296-0534-2.
- Cornelius Völker. Waffen. Guns. Hrsg. von Robert Simon. Mit Texten von Reinhard Spieler und Stuart Elster, Kunstmuseum Celle, mit Sammlung Robert Simon, DruckVerlag Kettler, Bönen/Westfalen, 2014, ISBN 978-3-86206-414-4.
- Cornelius Völker – just the way it is. Hrsg. von Christiane Finsen. Mit Texten von Christiane Finsen und Natalia Gutman, Kunstmuseum Esbjerg, Druckverlag Rosendahls A/S, Denmark, 2014, ISBN 978-87-89311-38-8.
- Cornelius Völker. Arbeiten auf Papier. Works on Paper. Hrsg. von Katharina Henkel im Auftrag der Stiftung Henri Nannen und Eske Nannen und Schenkung Otto van de Loo. Mit Texten von Katharina Henkel und Frank Schmidt, Kunsthalle Emden, 2015/Städtische Galerie Bietigheim-Bissingen, 2016, Schirmer/Mosel Verlag, 2015, ISBN 978-3-8296-0706-3.
- Cornelius Völker. About Painting. Hrsg. von Gail B. Kirkpatrick, Kunsthalle Münster. Mit Texten von Robert Fleck, Gregor Jansen, Gail B. Kirkpatrick, Magdalena Kröner, Hans-Joachim Müller, Anna von Münchhausen, Schirmer/Mosel Verlag, 2016, ISBN 978-3-8296-0782-7.
- Cornelius Völker. Nur auf dem Papier. On Paper Only. Hrsg. von der Akademie der Wissenschaften und der Künste. Mit Texten von Claudia Blümle, Reinhard Spieler und Hans Peter Thurn, Schirmer/Mosel Verlag, 2020, ISBN 978-3-8296-0899-2.
- Cornelius Völker. Verflüchtigungen. Ausstellungskatalog mit Texten von Oliver Zybok und Andrea Wandschneider. Hrsg. von Oliver Zybok, Overbeck-Gesellschaft/Schirmer/Mosel Verlag, 2021, ISBN 978-3-8296-0940-1.